# Flugplatz Raufarhöfn

i8
i11
i13
Der Flugplatz Raufarhöfn (IATA-Code: RFN, ICAO-Code: BIRG)  lief im Nordosten von Island.
Den jetzigen Flugplatz baute man im Sommer 1966 und eröffnete ihn am 7. November des Jahres.
Er liegt etwa 6 km südlich des Ortes mit einer 1200 × 45 m großen, geschotterten Start- und Landebahn.
1976 wurde eine zweite Landebahn 620 × 30 m quer dazu gebaut und inzwischen wieder geschlossen.
Wie beim Flugplatz Kópasker flogen das Flugfélag Íslands, ein Vorgänger der Icelandair, und später auch Norðurflug und das Flugfélag Norðurlands Raufarhöfn an.
Die Linienflüge wurden Ende 1997 eingestellt, als die Straßenverbindung besser wurde und die Post aus Akureyri besser auf dem Landweg transportiert wurde.
Im Jahr 1957 kamen rund 80 % der Fluggäste vom  Flugplatz Kópasker aus Raufarhöfn.
Der Ort liegt auf der Ostseite der Halbinsel Melrakkaslétta, in über 50 km Entfernung.
Damals war nur der Norðausturvegur  entlang der Küste ausgebaut.
Flugzeuge wurden nicht nur für den Transport, sondern damals auch zum Aufspüren der Heringsschwärme benötigt.
Das war in der Zeit, als im Ort nach Siglufjörður, die meiste Hering angelandet wurde. 